# Україністика в Хорватії
Україністика — гуманітарна галузь, яка вивчає українську мову, літературу, історію, культуру та інші аспекти, пов'язані з Україною. Вивчення україністики в Хорватії здійснюється на Філософському факультеті Загребського університету, де функціонує кафедра української мови та літератури, яка є єдиною в Хорватії. Завідувачем кафедри є Дарія Павлешен. Формування та розвиток цього напряму є результатом глибокого зацікавлення хорватської славістики українською мовою, літературою та культурою, а також давніх історичних і культурних зв’язків між хорватським і українським народами. Важливу роль у створенні постійного лекторату української мови відіграли представники української діаспори в Хорватії, зокрема Александар Флакер та Антіца Менац . Завдяки їхній ініціативі було започатковано викладання української мови, що сприяло її популяризації та інтеграції у хорватську академічну спільноту. Варто зазначити, що цей лекторат став єдиним осередком вивчення української мови на території колишньої Югославії.
Програма навчання налічує близько 100 студентів, а половина викладачів є українцями. Загребський університет підтримує активну співпрацю з вищими навчальними закладами України, що передбачає проходження студентами практики в Україні та участь у програмах академічної мобільності. Структура навчання побудована за європейською моделлю: бакалаврат триває 4 роки, а магістратура — 1 рік .
Історія україністики в Загребському університеті бере свій початок із включення предмету української мови та літератури до відділення слов’янських мов і літератур. Впродовж 9 років цей напрям очолював професор Миленко Попович. Спочатку на перший курс було зараховано 14 студентів, згодом квота була збільшена до 24 осіб. Лекторат української мови користувався популярністю не лише серед студентів слов’янських відділень, а й серед представників інших факультетів Загребського університету.
У 1991 році, під час війни в Хорватії, більшість іноземних лекторів покинули країну, а деякі мовні лекторати припинили своє існування. Проте український лекторат продовжив свою діяльність, незважаючи на складні умови, і залучав нових студентів, які цікавилися українською мовою, літературою та культурою. 

## Історія та хронологія
Викладання слов’янської філології на філософському факультеті Загребського університету розпочалося ще у XIX столітті завдяки чеському вченому Лавославу Гейтлеру . Під час його лекцій студенти знайомилися з пам’ятками української писемності, зокрема з літописом «Повість минулих літ», творчістю Нестора Літописця та епічною поемою «Слово о полку Ігоревім». Однак, у той час через політичні обставини ці твори розглядалися не як частина української літературної спадщини, а як складова російської словесності. Таким чином, хоча українські пам’ятки й вивчалися, вони не сприймалися як окреме явище, а були інтегровані в загальний контекст слов’янської літератури.
Викладання української мови в Загребському університеті розпочалося ще до Другої світової війни у формі окремого курсу. Постійний лекторат української мови було відкрито у 1964 році, що стало важливим кроком у розвитку україністики в Хорватії. У 1992 році кафедра української мови набула статусу позаштатної, що дало змогу розширити можливості для її подальшого розвитку.
Одним із ключових етапів стало впровадження однорічного курсу україністики, який тривав до 1997 року і залучив сотні учасників, зокрема студентів філософського факультету Загребського університету та дипломованих фахівців різних галузей. Успіх цього курсу став підґрунтям для відкриття у 1997 році факультету української мови та літератури, а восени того ж року було започатковано першу в Хорватії чотирирічну спеціальність з української мови та літератури.
З 1984 року курси української мови стали регулярними та почали проводитися щороку. Щорічний лекторій було започатковано завдяки зусиллям професорки з Харкова Раїси Тростинської. Протягом багатьох років вона була провідною науково-педагогічною постаттю в галузі україністики – викладала, керувала дослідницькими проєктами та надавала підтримку студентам як в університеті, так і за його межами. Її ініціатива, підтримана місцевими славістами, зокрема професором Міленком Поповичем, стала ключовим чинником у розвитку україністики на філософському факультеті. 
Протягом двох академічних років (1999–2000 та 2000–2001) через відсутність нових робочих місць, які мало б затвердити Міністерство науки та освіти Хорватії, набір на перший курс не проводився. Незважаючи на ці труднощі, завдяки зусиллям викладацького складу та активній діяльності прихильників україністики, у 2001 році було офіційно засновано кафедру української мови та літератури та почато прийом студентів на перший курс. Її першим завідувачем став професор Міленко Попович.
У 2002 році кафедра отримала Грамоту голови Парламенту Республіки Хорватія , яка відзначила її значний внесок у розвиток культурної та академічної співпраці між Хорватією та Україною.
У 2005 році в університеті було запроваджено нові навчальні програми з української мови та літератури, адаптовані відповідно до принципів Болонської системи.
У 2008 році академіки Антіца Менац та Александар Флакер отримали Державну відзнаку «За заслуги в розвитку хорватської україністики» III ступеня. У 2010 році визначний внесок у розвиток україністики був відзначений почесними знаками Верховної Ради України, які отримали Міленко Попович та Євгеній Пащенко. У 2011 році аналогічну нагороду отримала Раїса Тростинська.
У 2008 році професор Євген Пащенко ініціював проєкт «Ucrainiana Croatica» , спрямований на популяризацію українських регіонів і наукових тем шляхом перекладу творів українських та зарубіжних авторів хорватською мовою.  

## Структура навчання

### Бакалаврат
Навчання на бакалаврському рівні за спеціальністю «Українська мова та література» на філософському факультеті Загребського університету триває чотири роки. До 2023/2024 навчального року навчання проводилося за моделлю системи навчання 4+1, а з 2024/2025 навчального року буде здійснено перехід на модель 3+2, що пропонує студентам покращену структуру навчання. Після успішного завершення програми студенти отримують ступінь бакалавра гуманітарних наук у галузі україністики. Для здобуття цього ступеня необхідно набрати щонайменше 240 кредитів ECTS, а також захистити кваліфікаційну роботу, що відповідає вимогам університету. Навчальна програма бакалаврату передбачає вивчення української мови, літератури та культури. Важливим компонентом навчального процесу є навчальні поїздки до України, зокрема до Києва або Львова. Студенти мають можливість відвідувати заняття з української мови та літератури в таких провідних освітніх установах, як Київський національний університет імені Тараса Шевченка та Львівський національний університет імені Івана Франка. Після завершення бакалаврської програми випускники отримують професійне звання бакалавра з україністики. Основні спеціальності, які опановують студенти в межах цієї програми, охоплюють такі напрямки, як українська мова, література та культура.

### Магістратура
Магістерська програма з української мови та літератури на філософському факультеті Загребського університету триває один рік і охоплює дві спеціальності: педагогічну та перекладознавчу. Навчання здійснюється за системою подвійного основного фаху, і після завершення обох навчальних модулів студенти мають набрати щонайменше 60 кредитів ECTS. Студенти можуть обрати одну з двох спеціалізацій: «Перекладо-культурологічний курс», орієнтований на розвиток навичок перекладу та міжкультурної комунікації, або ж «Педагогічний курс», який готує студентів до викладацької діяльності в освітніх установах. Навчання завершується підготовкою та захистом дипломної роботи. Залежно від обраного формату, студенти можуть написати дві окремі дипломні роботи в межах кожної навчальної групи (по 15 ECTS) або міждисциплінарну роботу, яка оцінюється в 30 ECTS. Після успішного завершення магістерської програми випускники отримують один із таких академічних ступенів: магістр українознавства, магістр української мови та літератури. Випускники можуть працювати в школах Республіки Хорватія, де функціонують освітні програми для української національної меншини, а також у мовних школах і на курсах іноземних мов. Крім того, програма забезпечує підготовку фахівців для роботи у бібліотеках, засобах масової інформації, установах культури, економічному секторі, туристичній сфері, а також на посадах перекладачів і редакторів.

## Співпраця
Кафедра української мови та літератури Загребського університету активно займається науково-дослідницькою діяльністю та підтримує тісні зв’язки з провідними науковими установами України .  В останні роки було підписано низку угод про міжнародну співпрацю з українськими університетами, серед яких Київський національний університет імені Тараса Шевченка, Ужгородський національний університет, Львівський національний університет імені Івана Франка, Національний педагогічний університет імені М.П.Драгоманова, Національний університет «Острозька академія», а також Інститут української мови Національної академії наук України. Кафедра підтримує зв’язки з українською діаспорою в Хорватії та співпрацює з Товариством русинів і українців у Республіці Хорватія, беручи активну участь у заходах, спрямованих на популяризацію української культури та мови. Важливою подією в історії кафедри стало відкриття в березні 2011 року аудиторії імені Тараса Шевченка на філософському факультеті Загребського університету, що стало символом поглиблення хорватсько-українських академічних зв’язків. 

## Викладацький колектив
Першим лектором української мови в Загребському університеті була Алла Коваль, професорка Київського національного університету імені Тараса Шевченка . У подальші роки викладання продовжили представники провідних університетів України, зокрема Київського, Львівського, Одеського та Харківського університетів. Серед викладачів були такі відомі фахівці, як А. Погрібний, Є. Пащенко, І. Остапик, В. Дроздовський, А. Рудницька, О. Юрченко та Р. Тростинська. 
На ранньому етапі розвитку кафедри до викладацького складу входили: М.Попович, Р.Тростинська, Є.Пащенко, Д.Поляк-Макаруха, Ю.Лисенко, О.Коломієць, О.Тимко-Дітко, В.Кубінський. 
Наразі навчальний процес на українському відділенні Загребського університету забезпечують вісім викладачів, більшість із яких є випускниками цієї ж кафедри. Їхні наукові зацікавлення охоплюють як давню, так і сучасну літературу, морфологію, фразеологію, фонетику, переклад та інші галузі. Серед викладачів є етнічні українці, які проживають у Хорватії вже багато років і здобули освіту в Загребському університеті:
1). Оксана Тимко-Дітко  — штатний професор кафедри української мови і літератури. Серед усіх викладачів саме вона має найбільший зв’язок з Ужгородом – у 90-х роках, під час війни в Хорватії, приїхала туди для вступу до аспірантури філологічного факультету УжНУ . Сфера знань: діалектологія, русинська мова, морфологія та історія мови. Перелік дисциплін: 
- Ознайомлення з культурою і цивілізацією України;
- Вступ у загальну лінгвістику;
- Фонетика, фонологія та морфологія української мови;
- Основи старослов'янської мови;
- Розділи зі славістики;
- Історична граматика української мови;

2). Тетяна Фудерер  — професор кафедри української мови та літератури. Із 2002 року працює в Загребському університеті, де з 2010 року обіймає посаду доцента, а з 2021 року — професора кафедри української мови та літератури. Викладає курси з української мови, займається дослідженнями у галузі соціолінгвістики, синтаксису та перекладу. Є судовим перекладачем української мови. Перелік дисциплін: 
- Синтаксис української мови;
- Лексикологія і фразеологія української мови;
- Стилістика сучасної української мови;

3). Дарія Павлешен  — доцент, завідувач кафедри. Родом з Івано-Франківська, здобула освіту у Львівському та Загребському університетах і вже понад 20 років мешкає в Хорватії. Саме її курс став першим випуском україністики. Із 2003 року працює в Загребському університеті: з 2005 року – викладач української мови, а з 2010 року – старший викладач кафедри української мови та літератури. Займається зокрема українським постмодернізмом. Дисципліна: 
- Українська усна словесність;

4). Ана Дуганджич  — старша викладачка, кандидатка філологічних наук. З 2005 року працює зовнішнім співробітником, а з 2010 року – викладачем української мови на кафедрі української мови та літератури відділу східнослов’янських мов та літератур. В рамках аспірантури з лінгвістики вивчає порівняння хорватської та української фразеології. Перелік дисциплін: 
- Вправи з української мови та початкова граматика;
- Орфографічний практикум;

5). Леся Петровська  — іноземна лекторка української мови, викладачка Київського національного університету. З 2006 по 2008 роки – лекторка української мови у Загребському університеті. Автор понад 20 наукових публікацій. Коло наукових інтересів охоплює питання фразеології слов’янських мов, когнітивної лінгвістики, невербальної комунікації. Дисципліна: 
- Вправи з української мови та початкова граматика;

6). Сільвія Гралюк  — працює докторантом кафедри української мови та літератури відділу східнослов’янських мов та літератур із 2020 року. Перелік дисциплін: 
- Вправи з української мови та початкова граматика;
- Фонетика, фонологія та морфологія української мови;
- Курси української мови 1,2;
- Дослідження з української мови та літератури.

7). Домагой Кличек  — докторант. З 2012 року працює зовнішнім співробітником, а з 2015 року – асистентом кафедри української мови та літератури кафедри східнослов’янських мов та літератур. Того ж року вступив до аспірантури хорватської культури на кафедрі хорватистики факультету мистецтв і наук, де у 2022 році отримав ступінь доктора, захистивши докторську дисертацію. Перелік дисциплін: 
- Українська література;
- Дослідження з української мови та літератури;

## Студентська активність
Кафедра української мови та літератури Загребського університету активно підтримує участь студентів у міжнародних програмах обміну, зокрема в програмі ERASMUS та розвиває науково-освітню співпрацю з університетами, як в Україні, так і в інших країнах. Співпраця здійснюється в рамках угод про співпрацю між університетами або на підставі договорів між Філософським факультетом Загребського університету та вищими навчальними закладами в Україні. Більшість з цих установ надають стипендії студентам-україністам для участі у короткострокових та односеместрових програмах.
З 2011 року діяльність студентів-україністів організована також в межах Клубу студентів-україністів  філософського факультету (КСУ). Клуб активно популяризує українську культуру в Хорватії та хорватську культуру в Україні, організовуючи культурні заходи, які сприяють розвитку літературних, культурних і суспільних зв’язків між хорватськими та українськими студентами. У клубі функціонують секції музики, танцю, декламації, живопису, кулінарії та костюму, а також хор «Хорив». Основною метою КСУ є сприяння розвитку українознавства в Хорватії, організація культурних заходів та удосконалення викладацької діяльності. На сьогодні клуб налічує близько 40 членів, серед яких студенти, що вивчають українську мову у поєднанні з іншими дисциплінами філософського факультету. Чинним президентом клубу є Бранімір Сук. Члени клубу активно займаються перекладом українських та хорватських пісень, аби підкреслити культурні зв’язки та схожості між двома народами.
Кафедра також заохочує студентів до науково-пошукової та перекладацької діяльності. Випускники та студенти регулярно публікують дослідження, присвячені українській мові, літературі, історії та культурі. У 2013 році в журналі Ucrainiana croatica був опублікований збірник «Закарпатська Україна: історія – традиція – ідентичність», який містить студентські переклади текстів українських філологів, етнологів та істориків . Студенти кафедри активно співпрацюють з організаціями української національної меншини в Хорватії. Студенти старших курсів викладають українську мову в Літніх школах українців у Республіці Хорватія, що сприяє розвитку українознавства серед місцевої громади. 
У бібліотеці філософського факультету, при якому функціонує кафедра української мови і літератури, розміщено кілька стелажів, присвячених українській науковій та художній літературі. Фонд бібліотеки поповнюється завдяки підтримці консульських установ та ініціативі ентузіастів. Книги привозять з України й передають у дар викладачі, які приїжджають за обміном, а також гості, друзі кафедри та самі викладачі. 

## Шкільне навчання
Основна діяльність української та русинської громад в Республіці Хорватія зосереджена на культурно-освітній та гуманітарній сферах. Законодавством Республіки Хорватія передбачено та реалізовано право національних меншин на вивчення української мови в загальноосвітніх школах. Діаспора прагне розвивати освіту українською мовою. Станом на 2020 рік у Хорватії проходять заняття українською мовою в п’яти хорватських школах у Загребі, Ліповляні, Петровцях, Каніжі та Шумеці, які відвідують понад 80 учнів. Українські літні школи для дітей організовуються щороку і проводяться в Україні та Республіці Хорватія. Щороку в літніх школах беруть участь близько 100 дітей із родин діаспори. 